# جنوب ویتنام

جنوب ویتنام (ویتنامی: Miền Nam) یکی از سه منطقه در ویتنام (دو منطقه دیگر ویتنام شمالی و ویتنام مرکزی است.
بزرگترین شهر در جنوب ویتنام شهر هوشی‌مین است که همچنین بزرگترین شهر در این کشور به شمار می‌رود، دیگر شهرهای عمده کان تو و بین هوا هستند.